# Høgni Hoydal
Høgni Karsten Hoydal (nacido el 28 de marzo de 1966) es un político de las Islas Feroe. Actualmente es miembro del Parlamento de las Islas Feroe y también en el Parlamento de Dinamarca. Hoydal es miembro del partido República, y con él el partido protagonizó un considerable aumento en las elecciones de 1998, pasando de cuatro representantes parlamentarios a ocho, y consiguiendo que el partido entrara en el gobierno. Así, Hoydal pasó a ser ministro de Justicia y primer ministro diputado.
El gobierno de coalición formado por República, el Partido Popular y el Partido del Autogobierno comenzaron a diseñar un mapa político en pro de la independencia de las islas a través de la negociación con el gobierno danés. Las negociaciones no fueron fructuosas, por lo que la coalición feroesa comenzó a trabajar en una organización política con mayor autonomía, permaneciendo bajo el cuidado de Dinamarca.
La coalición permaneció en el gobierno después de las elecciones parlamentarias de 2002, integrando un nuevo partido en ella. Sin embargo la coalición se rompió en diciembre de 2003, con una nueva llamada a las urnas. Después de estas elecciones el Partido Republicano quedó fuera del gobierno, pasando a la oposición.